# Порт Бенгази
Бенгази — морской порт и военно-морская база, расположенная в арабской республике Ливия, в Северной Африке, имеющей выход в Средиземное море. Порт находится в заливе Сидра, в небольшой бухте.

## История
Порт был основан в VI-ом веке д.н. э. древними греками Киренаики, который был известен как Эсперида. Порт был переименован в Береника, в честь жены египетского фараона Птолемея, когда его передали Египту.